# 토요타 코스터
토요타 코스터(영어: Toyota Coaster), 일본어: トヨタ・コースター 도요타 코스타[*])는 토요타 자동차 최초의 미니버스이자, 유일한 버스이다. 1969년 4월에 출시되어 현재도 생산 중에 있는, 토요타의 장수 모델 중 하나이다. 현재까지 홍콩의 영업용 미니버스의 비중이 압도적으로 높은 편이다. 한국의 경우 현대 카운티가 벤처마킹한 모델 중 하나로 알려져 있다. 

## 역사

### 전신
1956년에 토요펫트 딜러에서 판매된 루트 트럭을 버스 형태로 변형한 것이 코스터의 시초이다. 섀시가 형성되면서 1959년에는 RK95, 1961년에는 RK150B, 1962년에는 RK160B로 각각 변경되었었다.
1963년 3월에 다이나의 모델 체인지에 맞추어 3R-B형 가솔린 엔진이 탑재된 RK170B 계열이 발표됐다.
스타우트와 프레임을 공유하면서 직선적인 프레임을 일신하고, 바디도 새로 키웠다. 22인승 사양은 RK170B, 25인승 사양은 RK170B-B로 나눴다.
원통형 테일 램프와 백업 램프는 2000GT에도 사용되었다.
또한 일본의 마이크로 버스로는 처음으로 교류 발전기가 장착되었다.
이후 J형 디젤 엔진 탑재의 JK170B계를 추가하였다.
1965년 6월, 서브 엔진 방식으로 에어컨 장착 모델을 선보였다.
1966년 2월, 에어컨용 서브 엔진이 2U-B형과 엔진을 1900cc의 5R형으로 변경한 RK171B이 선보였다.

### 3세대 (B40/B50)

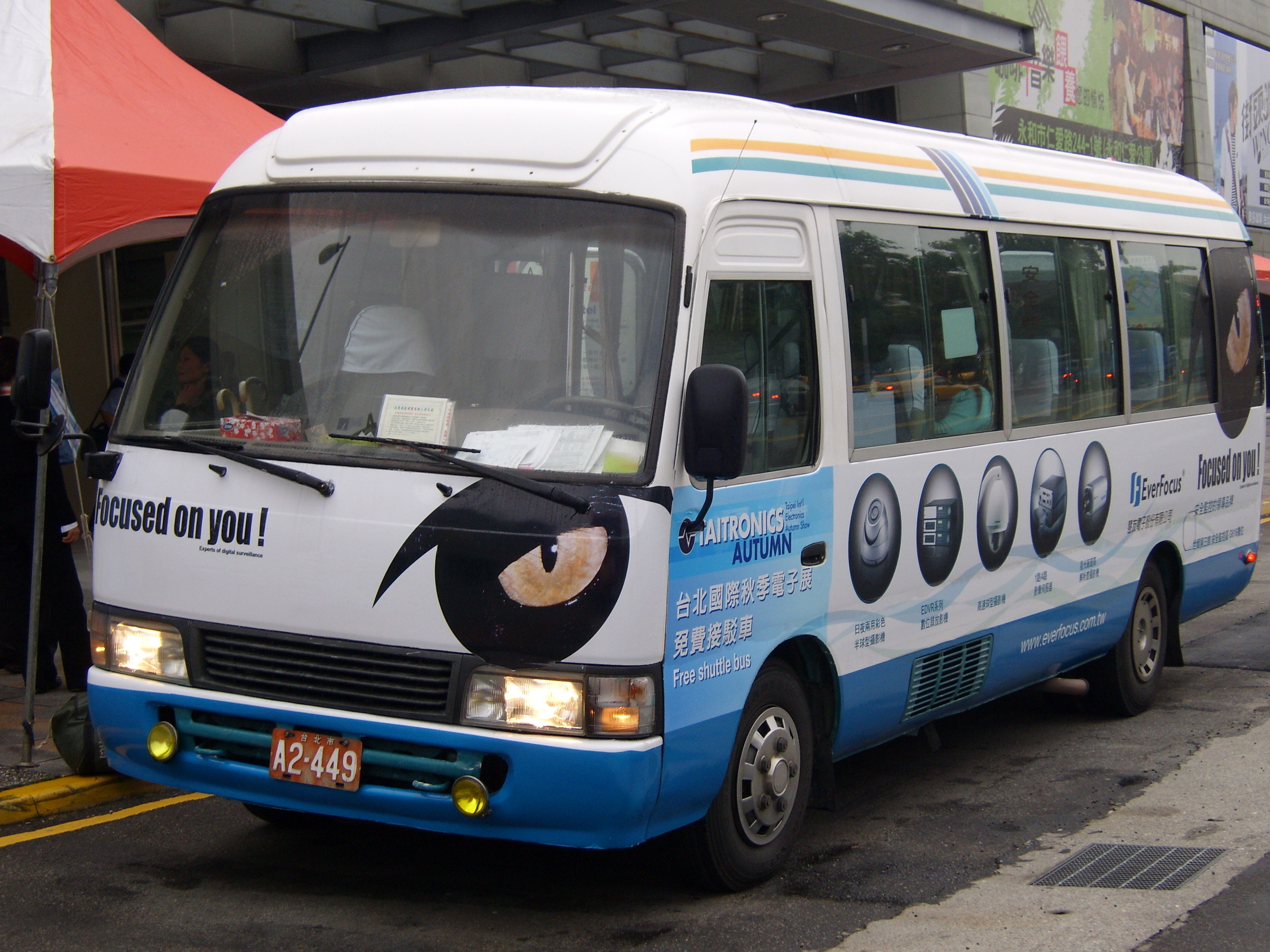
통학 버스로도 쓰인 토요타 코스터

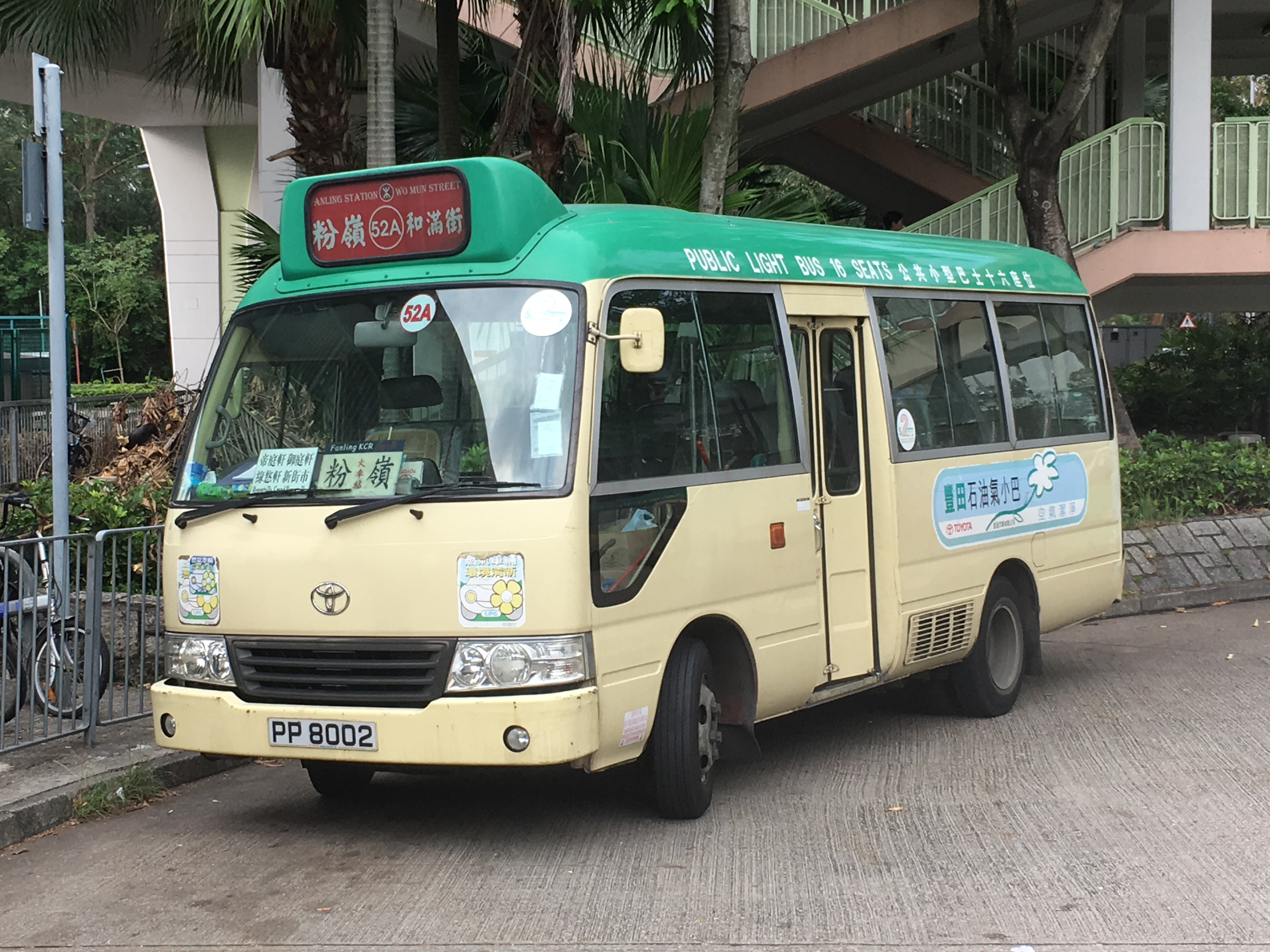
홍콩 내에서 운행중인 토요타 코스터

### 4세대 (B60/B70/B80)

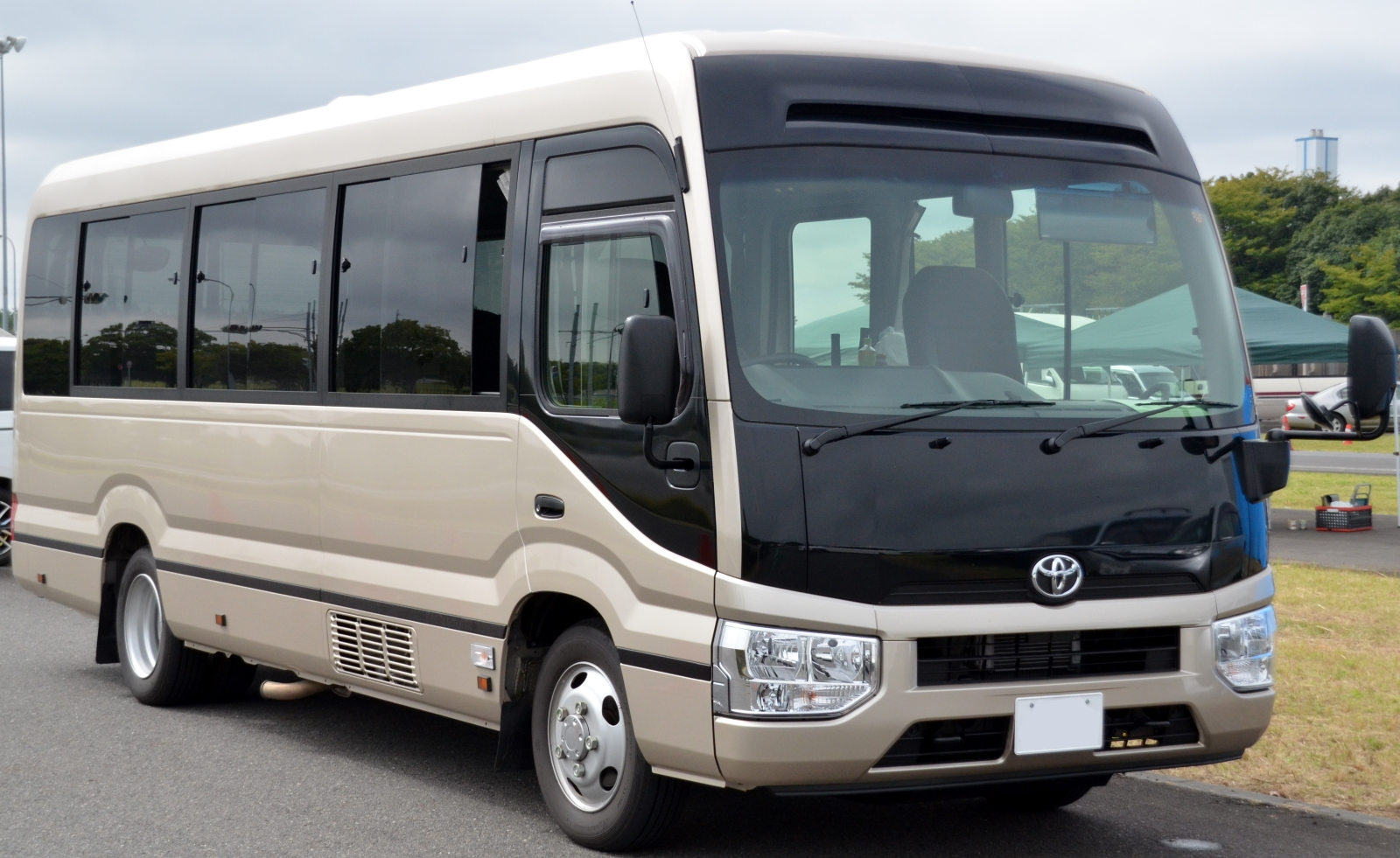
토요타 코스터 정측면

## 같이 보기
- 히노 리에세
- 이스즈 저니-J